# Вариационные принципы
Принципами механики называются исходные положения, отражающие столь общие закономерности механических явлений, что из них как следствия можно получить все уравнения, определяющие движение механической системы (или условия её равновесия). В ходе развития механики был установлен ряд таких принципов, каждый из которых может быть положен в основу механики, что объясняется многообразием свойств и закономерностей механических явлений. Эти принципы подразделяют на невариационные и вариационные.

## Невариационные принципы
Невариационные принципы механики непосредственно устанавливают закономерности движения, совершаемого системой под действием приложенных к ней сил. К этим принципам относятся, например, 2-й закон Ньютона, согласно которому при движении любой точки системы произведение её массы на ускорение равно сумме всех приложенных к точке сил, а также принцип Д’Аламбера.
Невариационные принципы справедливы для любой механической системы и имеют сравнительно простое математическое выражение. Однако их применение ограничено только рамками механики, поскольку в выражения принципов непосредственно входит такое чисто механическое понятие, как сила. Существенно также следующее. В большинстве задач механики рассматривается движение несвободных систем, то есть систем, перемещения которых ограничены связями. Примерами таких систем являются всевозможные машины и механизмы, где связями являются подшипники, шарниры, тросы и т. п., а для наземного транспорта — ещё и полотно дороги или рельсы. Чтобы изучить движение несвободной системы, исходя из невариационных принципов, надо эффект действия связей заменить некоторыми силами, называемыми реакциями связей. Но величины этих реакций заранее неизвестны, поскольку они зависят от того, чему равны и где приложены действующие на систему заданные (активные) силы, такие, например, как силы тяжести, упругости пружин, тяги и т. п., а также от того, как при этом движется сама система. Поэтому в составленные уравнения движения войдут дополнительные неизвестные величины в виде реакций связей, что обычно существенно усложняет весь процесс решения.
Преимущество вариационных принципов состоит в том, что из них сразу получаются уравнения движения соответствующей механической системы, не содержащие неизвестных реакций связей. Достигается это тем, что эффект действия связей учитывается не заменой их неизвестными силами (реакциями), а рассмотрением тех перемещений или движений (или же приращений скоростей и ускорений), которые точки этой системы могут иметь при наличии данных связей. Например, если точка М движется по данной гладкой (идеальной) поверхности, являющейся для неё связью, то действие этой связи можно учесть
- заменив связь заранее неизвестной по величине реакцией N, направленной в любой момент времени по нормали n к поверхности (поскольку по этому направлению связь не даёт перемещаться точке).
- установив, что для точки в данном случае при любом её положении возможны лишь такие элементарные перемещения, которые перпендикулярны к нормали n. Такие перемещения называются возможными (виртуальными) перемещениями.
- заметив, что при этом движение точки из некоторого положения А в положение В возможно только по любой кривой АВ, лежащей на поверхности, которая является связью. Такие движения называются кинематически возможными.

## Вариационные принципы
Содержание вариационных принципов состоит в том, что они устанавливают свойства (признаки), позволяющие отличить истинное, то есть фактически происходящее под действием заданных сил, движение механической системы от тех или иных кинематически возможных её движений (или же состояние равновесия системы от других возможных её состояний). Обычно эти свойства (признаки) состоят в том, что для истинного движения некоторая физическая величина, зависящая от характеристик системы, имеет наименьшее значение по сравнению с её значениями во всех рассматриваемых кинематически возможных движениях. При этом вариационные принципы могут отличаться друг от друга видом указанной физической величины и особенностями рассматриваемых кинематически возможных движений, а также особенностями самих механических систем, для которых эти принципы справедливы. Использование вариационных принципов требует применения методов вариационного исчисления.
По форме вариационные принципы разделяют на так называемые дифференциальные, в которых устанавливается, чем истинное движение системы отличается от движений кинематически возможных в каждый данный момент времени, и интегральные, в которых это различие устанавливается для перемещений, совершаемых системой за какой-нибудь конечный промежуток времени.
Дифференциальные вариационные принципы в рамках механики являются более общими и практически справедливы для любых механических систем. Интегральные вариационные принципы в их наиболее употребительном виде справедливы только для так называемых консервативных систем, то есть систем, в которых имеет место закон сохранения механической энергии. Однако в них, в отличие от дифференциальных вариационных принципов и невариационных принципов, вместо сил входит такая физическая величина, как энергия, что позволяет распространить эти принципы на немеханические явления, делая их важными для всей теоретической физики.

### Дифференциальные принципы
К основным дифференциальным вариационным принципам относятся:
1. принцип возможных перемещений, устанавливающий условие равновесия механической системы с идеальными связями; согласно этому принципу, положения равновесия механической системы отличаются от всех других возможных для неё положений тем, что только для положений равновесия сумма элементарных работ всех приложенных к системе (активных и реактивных) сил на любом возможном перемещении системы равна нулю.
2. принцип Д’Аламбера — Лагранжа, согласно которому истинное движение механической системы с идеальными связями отличается от всех кинематически возможных движений тем, что только для истинного движения в каждый момент времени сумма элементарных работ всех приложенных к системе активных, реактивных и инерционных сил на любом возможном перемещении системы равна нулю. В этих вариационных принципах рассматриваемой физической величиной является работа сил.

К дифференциальным вариационным принципам относится также принцип Гаусса (принцип наименьшего принуждения), в котором рассматриваемой физической величиной является так называемое «принуждение», выражаемое через заданные силы и ускорения точек системы, а также тесно к нему примыкающий принцип Герца (принцип наименьшей кривизны).

### Интегральные принципы
К интегральным вариационным принципам относятся принципы наименьшего (стационарного) действия, согласно которым истинным среди рассматриваемых кинематически возможных движений системы между двумя её положениями является то, для которого физическая величина, называемая действием, имеет минимальное значение. Разные формы этих принципов отличаются друг от друга выбором величины действия и особенностями сравниваемых между собой кинематически возможных движений системы.
Как невариационные, так и вариационные принципы были установлены в процессе изучения свойств механических систем и закономерностей их движения. Поскольку механические явления, как и другие физические, подчинены многим закономерностям, то для соответствующих механических систем оказывается справедливым целый ряд принципов, в том числе и вариационный. Если любой из них принять за исходный, то из него как следствия получаются не только уравнения движения данной системы, но и все другие, справедливые для этой системы, принципы.

## Применение
Применяются вариационные принципы как для составления в наиболее простой форме уравнений движения механических систем, так и для изучения общих свойств этих движений. При соответствующем обобщении понятий они используются также в механике сплошных сред, термодинамике, электродинамике, квантовой механике, теории относительности и др.
С точки зрения реализации вариационных принципов, в частности принципа Лагранжа, различают разные методы.
В общем случае требование стационарности лагранжиана дает систему дифференциальных уравнений в частных производных и соответствующий спектр начально-краевых задач (уравнения Эйлера). Если общая постановка является трехмерной, метод Власова дает возможность снизить размерность задачи, сводя её к двумерной (пример — теория оболочек), к системе обыкновенных дифференциальных уравнений (пример — теория стержней) или к конечной/бесконечной алгебраической системе уравнений (метод Рэлея-Ритца, метод конечных элементов).

## История
Ещё античные натурфилософы (например, Аристотель) предполагали, что «природа ничего не делает напрасно и во всех своих проявлениях избирает кратчайший или легчайший путь». Однако конкретный смысл терминов «кратчайший» или «легчайший» при этом не уточнялся. Клавдий Птолемей показал, что при отражении луча света его общий путь является кратчайшим в том случае, когда угол падения равен углу отражения, что и наблюдается на практике. Однако он предостерёг, что в случае преломления света путь (ломаная линия) уже не будет кратчайшим.
Первым в истории науки вариационный принцип сформулировал Пьер Ферма в 1662 году, и он относился именно к преломлению света. Ферма показал, что критерием в данном случае является не путь, а время — луч преломляется под таким углом, чтобы суммарное время в пути было минимально. В современных обозначениях принцип Ферма можно записать так:
{\displaystyle T=\int _{\mathbf {A} }^{\mathbf {B} }{\frac {ds}{v}}=\int _{\mathbf {A} }^{\mathbf {B} }\mu ds=min}
Здесь {\displaystyle \mu } — показатель преломления среды.
Математическое исследование и развитие принципа Ферма провёл Христиан Гюйгенс, после чего тему активно обсуждали крупнейшие учёные XVII века. Лейбниц в 1669 году ввёл в физику фундаментальное понятие действия: «Формальные действия движения пропорциональны… произведению количества материи, расстояний, на которые они передвигаются, и скорости».
Параллельно с анализом основ механики развивались методы решения вариационных задач. Исаак Ньютон в своих «Математических началах натуральной философии» (1687 год) поставил и решил первую вариационную задачу: найти такую форму тела вращения, движущегося в сопротивляющейся среде вдоль своей оси, для которой испытываемое сопротивление было бы наименьшим. Почти одновременно появились и другие вариационные проблемы: задача о брахистохроне (1696), форма цепной линии и др.
Решающие события произошли в 1744 году. Леонард Эйлер опубликовал первую общую работу по вариационному исчислению («Метод нахождения кривых, обладающих свойствами максимума либо минимума»), а Пьер Луи де Мопертюи в трактате «Согласование различных законов природы, которые до сих пор казались несовместимыми» дал первую формулировку принципа наименьшего действия: «путь, которого придерживается свет, является путём, для которого количество действия будет наименьшим». Он продемонстрировал выполнение этого закона как для отражения, так и для преломления света. В ответ на статью Мопертюи Эйлер опубликовал (в том же 1744 году) работу «Об определении движения брошенных тел в несопротивляющейся среде методом максимумов и минимумов», и в этом труде он придал принципу Мопертюи общемеханический характер: "Так как все явления природы следуют какому-нибудь закону максимума или минимума, то нет никакого сомнения, что и для кривых линий, которые описывают брошенные тела, когда на них действуют какие-нибудь силы, имеет место какое-то свойство максимума или минимума. Далее Эйлер сформулировал этот закон: траектория тела осуществляет минимум {\displaystyle \int mv\ ds}. Затем он применил его, выведя законы движения в однородном поле тяжести и в нескольких других случаях.
В 1746 году Мопертюи в новой работе согласился с мнением Эйлера и провозгласил самую общую версию своего принципа: «Когда в природе происходит некоторое изменение, количество действия, необходимое для этого изменения, является наименьшим возможным. Количество действия есть произведение массы тел на их скорость и на расстояние, которое они пробегают». В развернувшейся широкой дискуссии Эйлер поддержал приоритет Мопертюи и аргументировал всеобщий характер нового закона: «вся динамика и гидродинамика могут быть с удивительной легкостью раскрыты посредством одного только метода максимумов и минимумов».
Новый этап начался в 1760—1761 годах, когда Жозеф Луи Лагранж ввёл строгое понятие вариации функции, придал вариационному исчислению современный вид и распространил принцип наименьшего действия на произвольную механическую систему (то есть не только на свободные материальные точки). Тем самым было положено начало аналитической механике. Дальнейшее обобщение принципа осуществил Карл Густав Якоб Якоби в 1837 году — он рассмотрел проблему геометрически, как нахождение экстремалей вариационной задачи в конфигурационном пространстве с неевклидовой метрикой. В частности, Якоби указал, что при отсутствии внешних сил траектория системы представляет собой геодезическую линию в конфигурационном пространстве.
В 1834—1835 годах Уильям Роуэн Гамильтон опубликовал ещё более общий вариационный принцип, из которого следовали все более ранние как частные случаи:
{\displaystyle \delta {\mathcal {S}}=\delta \int _{t_{1}}^{t_{2}}L(\mathbf {q} (t),\mathbf {\dot {q}} (t),t)\ dt=0}
Здесь {\displaystyle L} — лагранжиан динамической системы, {\displaystyle q} — обобщённые координаты. Гамильтон положил этот принцип в основу своей «гамильтоновой механики» и дал решение вариационной задачи в виде «канонических уравнений».
Подход Гамильтона оказался универсальным и высокоэффективным в математических моделях физики, особенно для квантовой механики. Его эвристическая сила была подтверждена при создании Общей теории относительности, когда Давид Гильберт применил гамильтонов принцип для вывода окончательных уравнений гравитационного поля (1915 год).